# Tromøy
Tromøy is een eiland en een voormalige gemeente in Noorwegen. Het eiland was tot 1992 een zelfstandige gemeente en werd toen gevoegd bij Arendal, de hoofdstad van het vroegere fylke Aust-Agder. Tromøy is het grootste eiland in Sørlandet.

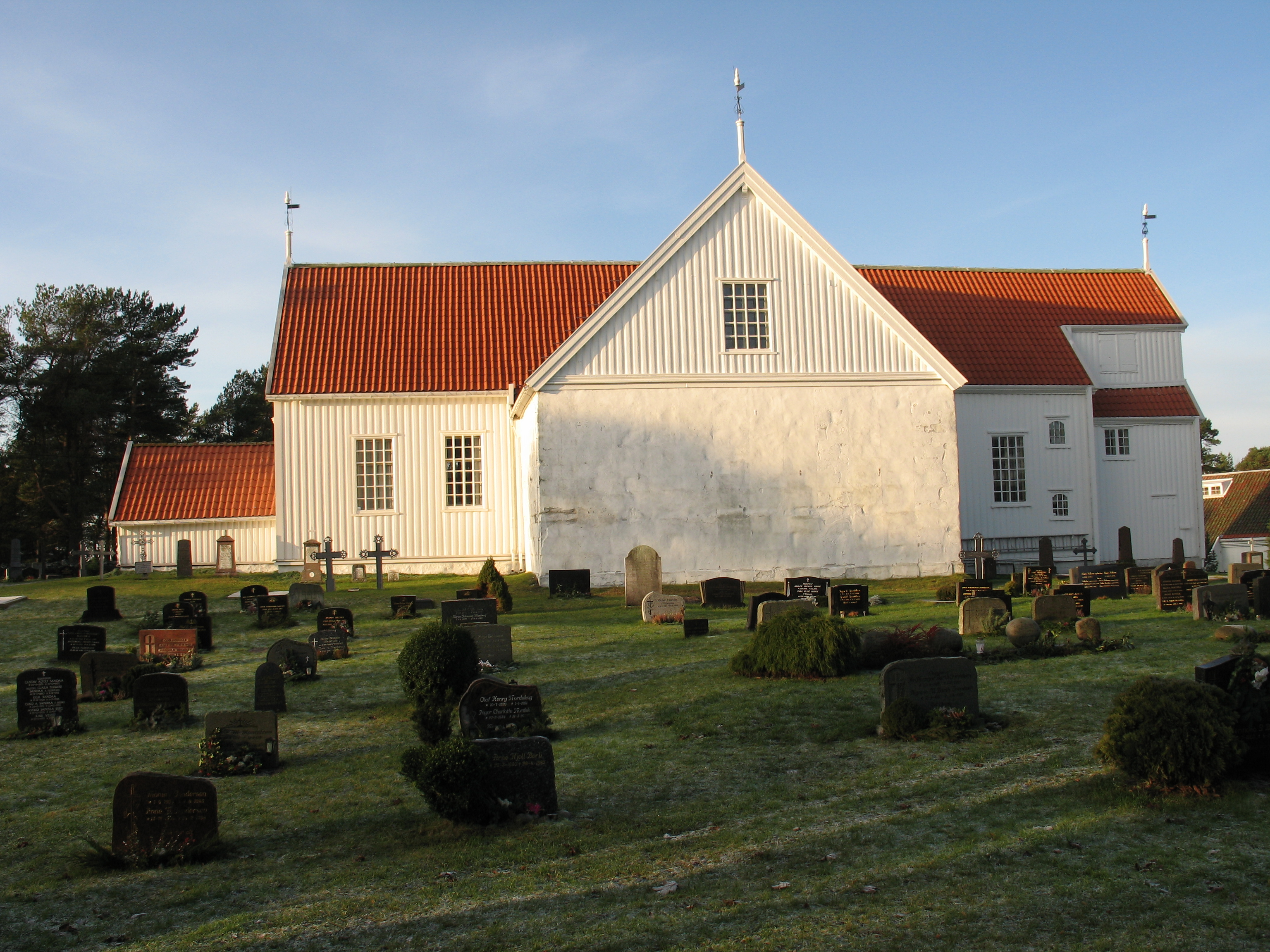
Kerk van Tromøy

Het eiland heeft twee kerken en een kapel. De oudste is een deels stenen kerk uit de twaalfde eeuw. Deze kerk is in 1748 verbouwd tot een kruiskerk. Daarnaast staat in Færvik een houten kerk uit 1884. In Kongshavn staat een kapel uit 1921.
De Noorse schrijver Karl Ove Knausgaard groeide op op Tromøy. Het derde deel van zijn autobiografische boekenreeks getiteld "Mijn Strijd" speelt zich af op het eiland.